# Diocesi di Massimiana di Bizacena
La diocesi di Massimiana di Bizacena (in latino Dioecesis Maximianensis in Byzacena) è una sede soppressa e sede titolare della Chiesa cattolica.

## Storia
Massimiana di Bizacena, nei pressi di Susa nell'odierna Tunisia, è un'antica sede episcopale della provincia romana di Bizacena.
Sono due i vescovi documentati di questa diocesi africana. Il nome di Possidio figura al 43º posto nella lista dei vescovi della Bizacena convocati a Cartagine dal re vandalo Unerico nel 484; Possidio, come tutti gli altri vescovi cattolici africani, fu condannato all'esilio.
Il vescovo Bonifacio sottoscrisse la lettera sinodale dei vescovi della Bizacena riuniti in concilio nel 646 per condannare il monotelismo e indirizzata all'imperatore Costante II.
Dal 1933 Massimiana di Bizacena è annoverata tra le sedi vescovili titolari della Chiesa cattolica; dall'11 ottobre 2013 il vescovo titolare è Tsegaye Keneni Derera, già vicario apostolico di Soddo.

## Cronotassi

### Vescovi residenti
- Possidio † (menzionato nel 484)
- Bonifacio † (menzionato nel 646)

### Vescovi titolari
- Celestino Fernández y Fernández † (25 luglio 1967 - 4 dicembre 1980 deceduto)
- Alfred Clifton Hughes (21 luglio 1981 - 7 settembre 1993 nominato vescovo di Baton Rouge)
- Pierre Bürcher (29 gennaio 1994 - 30 ottobre 2007 nominato vescovo di Reykjavík)
- Gerardo Alimane Alminaza (29 maggio 2008 - 14 settembre 2013 nominato vescovo di San Carlos)
- Tsegaye Keneni Derera, dall'11 ottobre 2013